# Cirsium misawaense
Cirsium misawaense là một loài thực vật có hoa trong họ Cúc. Loài này được Nakai ex Kitam. mô tả khoa học đầu tiên năm 1933.